# Charles Neidich
Charles Neidich   (Nova York, 1953) és un clarinetista i director d'orquestra estatunidenc d'arrels russes i gregues.

## Carrera inicial
Novaiorquès d'origen rus i grec, Charles Neidich va començar els estudis de clarinet amb el seu pare, Irving Neidich, als vuit anys, i els va continuar amb el reconegut professor Leon Russianoff i, més tard a Moscou, amb Boris Dikov. La seva reputació ha crescut constantment des del seu debut al recital de Nova York el 1974 quan encara era estudiant a Yale. Una sèrie de premis van ajudar a llançar la seva primera carrera: la Medalla de Plata al Concurs Internacional de Música de Ginebra de 1979, segon premi del Concurs Internacional de Múnic de 1982 i un dels tres grans premis del Concurs Internacional Accanthes de París de 1984. El 1985 va guanyar el primer gran concurs de clarinet als Estats Units, el "Walter W. Naumburg Competition", que el va catapultar com a solista.

## Assoliments
Neidich ha influït a l'hora de restaurar versions originals d'obres i presentar-les al públic. Una llista dels clàssics del clarinet que ha restaurat a la seva forma original inclou obres tan diverses com el Concert de Mozart, els concerts de Weber i Copland, el Soireestücke de Robert Schumann i lAndante and Allegro d'Ernest Chausson. Neidich partidari de la nova música i ha estrenat obres de Milton Babbitt, Elliott Carter, Edison Denisov, Helmut Lachenmann, William Schuman, Ralph Shapey, Joan Tower, Katia Tchemberdji, Vasilii Lobanov i altres. Ha defensat el concert de John Corigliano, interpretant-lo a tots els Estats Units, sobretot amb la Syracuse Symphony Orchestra i la Jacksonville Symphony Orchestra en actuacions. Neidich va fer nombrosos enregistraments tant sobre instruments moderns com històrics, tant com a solista com amb el seu conjunt de vent d'instruments d'època Mozzafiato.
Neidich va centrar la seva atenció en la direcció, apareixent amb lOrquestra de cambra Avanti, Tapiola Sinfonietta, Hèlsinki, el Festival Kirishima al Japó, amb el Nou Món i la Simfonia de San Diego (en un triple paper de director, solista i compositor) i Bulgària amb la Filharmònica Estatal de Plovdiv.
Del 1985 al 1989 va ser professor de clarinet a l'"Eastman School of Music" i actualment és professor de la "Juilliard School of Music", la "Manhattan School of Music", el "Mannes College The New School for Music" i el "CUNY Queens College".